# Подберёзовик
Подберёзовик — общее название для группы видов грибов рода лекцинум (обабок) (лат. Leccinum), ранее относимых к одному виду Boletus scaber (Fries). Отличаются неяркой, коричневых оттенков окраской шляпки, мякоть на срезе не всегда окрашивается. От подосиновиков также отличаются обычно более тонкой ножкой и менее плотной мякотью шляпки.
Все подберёзовики относятся к съедобным грибам и незначительно различаются по пищевым качествам. Грибники не всегда различают их виды, однако для грибной охоты полезно знать экологические особенности разных видов.
Название связано с тем, что они часто растут вблизи берёз, т. к. образуют микоризу на её корнях.

## Список видов (ранееформ)
- Подберёзовик обыкновенный (лат. Leccinum scabrum)
- Подберёзовик серый, грабовик (лат. Leccinum carpini)
- Подберёзовик жестковатый (лат. Leccinum duriusculum)
- Подберёзовик болотный (лат. Leccinum holopus)
- Подберёзовик чёрный, черноголовик (лат. Leccinum melaneum)
- Подберёзовик розовеющий (лат. Leccinum oxydabile)
- Подберёзовик шахматный, или чернеющий (лат. Leccinum nigrescens)
- Подберёзовик пепельно-серый (лат. Leccinum leucophaeum)
- Подберёзовик разноцветный (лат. Leccinum variicolor)